# 9جاج
9جاج (بالإنجليزية: 9GAG)‏ هو موقع صور قائم على مواقع الإعلام الاجتماعي ويتمحور حول الصور التي يرفعها المستخدمون والصور الهزلية، يزور الموقع شهريا مليارا زائر كما في شهر ديسمبر 2011 حسب موسس الموقع راي تشان. ويعرف الموقع بشكل رئيسي باستخدام ميم إنترنت.